# Yoshimasa Sugawara
Yoshimasa Sugawara (菅原義正; Otaru, 31 maggio 1941) è un pilota di rally giapponese, specializzato nei rally raid, sette volte sul podio al Rally Dakar, categoria camion.

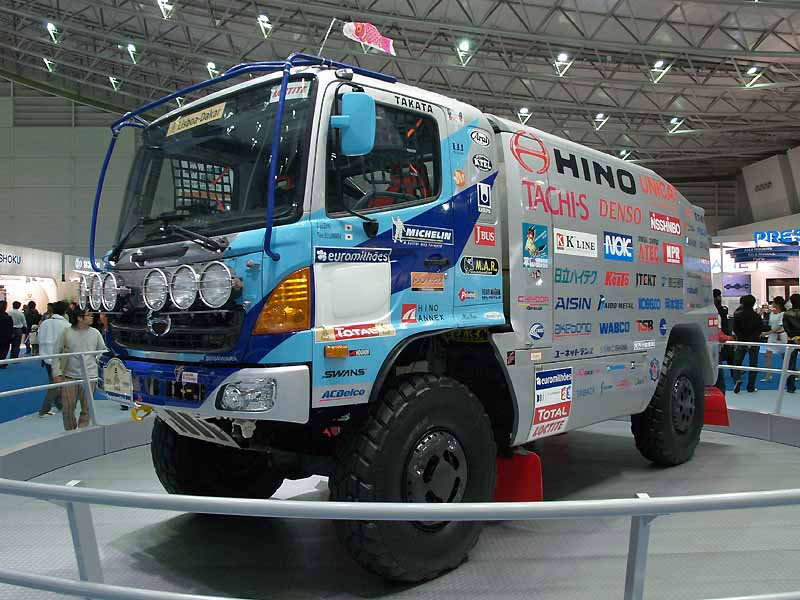
L'Hino Ranger del Team Sugawara con cui Teruhito Sugawara ha gareggiato al Rally Dakar 2007

Vanta un record di venti Dakar consecutive portate a termine (dal 1989 al 2009 considerando che nel 2008 la Dakar non si è disputata), su 28 consecutive disputate (dal 1983 al 2011) ed l'unico giapponese ad aver gareggiato nelle tre categorie (moto, auto e camion). Nel 2020 ha partecipato, a gennaio, all'Africa Eco Race, competizione che ripercorre le tracce della vecchia Dakar in Africa, attraverso Marocco, Mauritania e Senegal, con partenza da Montecarlo. Per la prima volta si è cimentato al volante di un sidebyside, Yamaha, chiudendo in 15. posizione assoluta nella classifica SSV Xtreme Race.

## Biografia
Nelle sue partecipazioni alla Dakar, ha conseguito sei volte il 2º posto ed una volta il 3º posto. nel tempo ha dato vita ad un suo team Hino Motors, l'Hino Team Sugawara in cui gareggiano anche i figli Hiroyuki e Teruhito.

## Palmarès

### Rally Dakar
Essendo l'Hino Ranger un camion non troppo grande, in molte edizioni gli equipaggi facevano a meno del maccanico ad occupare il terzo posto. Fino al Rally Dakar 2004, Teruhito Sugawara (nato nel 1972), ha gareggiato in equipaggio col padre, dal Rally Dakar 2005 ha preeso parte al rally raid con un suo equipaggio.
| Anno | Categoria! | Copilota          | Meccanico         | Mezzo             | Pos. | Tappe |
| ---- | ---------- | ----------------- | ----------------- | ----------------- | ---- | ----- |
| 1983 | Moto       |                   |                   | Honda XLR 400     | Rit. |       |
| 1984 | Moto       | Honda XL 400      | Rit.              |                   |      |       |
| 1985 | Auto       | Tamotsu Akusawa   |                   | Mitsubishi Pajero | Rit. |       |
| 1986 | Auto       | Takayuki Maruyama | Mitsubishi Pajero | 33º               |      |       |
| 1987 | Auto       | Takayuki Maruyama | Mitsubishi Pajero | 87º               |      |       |
| 1988 | Auto       | Hideki Shibata    | Mitsubishi Pajero | Rit.              |      |       |
| 1989 | Auto       | Hideki Shibata    | Mitsubishi Pajero | 27º               |      |       |
| 1990 | Auto       | Hideki Shibata    | Mitsubishi Pajero | 26º               |      |       |
| 1991 | Auto       | Hideki Shibata    | Mitsubishi Pajero | 22º               |      |       |
| 1992 | Camion     | Katsumi Hamura    | -                 | Hino Ranger       | 6º   |       |
| 1993 | Camion     | Hideki Shibata    | -                 | Hino Ranger       | 6º   |       |
| 1994 | Camion     | Hideki Shibata    | -                 | Hino Ranger       | 2º   |       |
| 1995 | Camion     | Hideki Shibata    | -                 | Hino Ranger       | 2º   |       |
| 1996 | Camion     | Katsumi Hamura    | -                 | Hino Ranger       | 6º   |       |
| 1997 | Camion     | Katsumi Hamura    | Naoko Matsumoto   | Hino Ranger       | 2º   |       |
| 1998 | Camion     | Nao Ushioda       | Naoko Matsumoto   | Hino Ranger       | 2º   |       |
| 1999 | Camion     | Teruhito Sugawara | Naoko Matsumoto   | Hino Ranger       | 4º   | 2     |
| 2000 | Camion     | Teruhito Sugawara | Seichi Suzuki     | Hino Ranger       | 5º   |       |
| 2001 | Camion     | Teruhito Sugawara | Seichi Suzuki     | Hino Ranger       | 2º   |       |
| 2002 | Camion     | Seichi Suzuki     | Naoko Matsumoto   | Hino Ranger       | 3º   |       |
| 2003 | Camion     | Teruhito Sugawara | Seichi Suzuki     | Hino Ranger       | 5º   |       |
| 2004 | Camion     | Teruhito Sugawara | Seichi Suzuki     | Hino Ranger       | 5º   |       |
| 2005 | Camion     | Katsumi Hamura    | -                 | Hino Ranger       | 2º   |       |
| 2006 | Camion     | Katsumi Hamura    | -                 | Hino Ranger       | 5º   |       |
| 2007 | Camion     | Katsumi Hamura    | -                 | Hino Ranger       | 13º  |       |
| 2009 | Camion     | Katsumi Hamura    | -                 | Hino Ranger       | 26º  |       |
| 2010 | Camion     | Katsumi Hamura    | -                 | Hino Ranger       | Rit. |       |
| 2011 | Camion     | Katsumi Hamura    | -                 | Hino Ranger       | 13º  |       |